# Bibliografia Lubelszczyzny
Bibliografia Lubelszczyzny – bibliografia regionalna o charakterze ogólnym, bibliografia przedmiotowa z cechami podmiotowości w niektórych poddziałach (np. Czasopisma, Teatr).

## Opis
Jej zakres tematyczny jest nieograniczony, uwzględnia piśmiennictwo dotyczące wszystkich dziedzin życia regionu. Odnosi się do terenu województwa lubelskiego w jego granicach administracyjnych. W latach 1975–1998 obejmowała cztery województwa położone na obszarze Lubelszczyzny: bialskopodlaskie, chełmskie, lubelskie, zamojskie, również w granicach administracyjnych. Nowy podział kraju, przeprowadzony w 1999 r. ponownie przywrócił „duże” województwo lubelskie. Zasięgi: terytorialny, językowy, autorski są nieograniczone. Chronologicznie bibliografia rejestruje produkcję wydawniczą od 1801 r. po współczesność. Zasięg wydawniczo-formalny jest nieograniczony.
W Bibliografii Lubelszczyzny są rejestrowane wydawnictwa  zwarte, wydawnictwa ciągłe, artykuły (artykuły z czasopism, pojedyncze referaty z prac zbiorowych), dokumenty kartograficzne, ważniejsze dokumenty życia społecznego (m.in. katalogi wystaw, programy imprez, informatory) oraz dokumenty elektroniczne (zapisane na fizycznym nośniku typu płyta CD, DVD; zawartość czasopism, dostępnych online, ale posiadających archiwum). Zestaw publikacji kwalifikowanych do bibliografii jest szeroki. Rejestruje opracowania naukowe, publikacje popularnonaukowe, referaty, uchwały, obwieszczenia, zarządzenia, biografie, pamiętniki i wspomnienia, wywiady, recenzje książek i spektakli teatralnych, sprawozdania, polemiki i uzupełnienia oraz wybrane  reportaże, przemówienia, listy. Bibliografia Lubelszczyzny w odniesieniu do wielu dokumentów jest bibliografią prymarną i stanowi uzupełnienie bibliografii narodowej. Jej zadaniem jest dokumentowanie życia naukowego, gospodarczego, społecznego i kulturalnego regionu. Jest źródłem wiedzy o historii regionu i społeczności lokalnych. Rejestruje znaczne zasoby informacji, ale dzięki stosowanej selekcji, odnotowuje zasoby wartościowe i próbuje wprowadzić ład w szum informacyjny i usprawnić komunikację społeczną. Bibliografia Lubelszczyzny stanowi część ogólnopolskiego systemu bibliografii regionalnych, które pełnią funkcję uzupełniającą w odniesieniu do narodowych wykazów publikacji.
Obecny stan prac nad ogólną bibliografią regionalną Lubelszczyzny to:
- Bibliografia starych druków lubelskich : 1630-1800, autorstwa Ireny Dziok-Strelnik)[1];
- Retrospektywna Bibliografia     Lubelszczyzny – prowadzona w wersji elektronicznej w programie MAK (format MARC21), rejestruje piśmiennictwo z lat 1801-1944 (do zakończenia II wojny światowej)[2]
- Bibliografia Lubelszczyzny za lata 1944-2000, wydana w formie papierowej – obejmuje 10 tomów (w 11 woluminach)[3];
- Bieżąca Bibliografia Lubelszczyzny – prowadzona w wersji elektronicznej w programie MAK; rozproszona w bazach komputerowych: baza za lata 2000-2004 (w formacie MARC BN)[4], baza za lata 2005 – luty 2018 (MARC21)[5], od marca 2018 baza odrębna (format MARC21, opracowanie rzeczowe przy użyciu DBN, z zastosowaniem zasad RDA)[6].

Łącznie we wszystkich członach bibliografii regionalnej Lubelszczyzny  zarejestrowano ponad 150 tysięcy dokumentów.